# Pierre Larthomas
Pierre Larthomas  (* 4. Juni 1915; † 8. Juli 2000) war ein französischer Romanist und Literaturwissenschaftler.

## Leben und Werk
Larthomas war Agrégé de grammaire und nach dem Krieg Gymnasiallehrer und Romancier, ab 1957 Assistent an der Sorbonne. Er habilitierte sich 1969 an der Universität Paris IV  bei Gérald Antoine mit der Thèse Le langage dramatique. Sa nature, ses procédés (Paris 1972, 1980, 1989, 1990, 1993, 1995, 1997, 2001, 2005) und war von 1970 bis 1985 ebenda Professor.  Er war Mitbegründer des  'Groupe d'étude en histoire de la langue française' (GEHLF).

Zu seinen Schülern gehörten Dominique Combe, Philippe Jousset und Nathalie Fournier.

## Weitere Werke
- Approche de la nuit. Roman, Lyon 1944
- Rencontre. Roman, Paris 1948
- Ceux qui marchent près de nous. Roman, Paris 1952
- Le théâtre en France au XVIIIe siècle, Paris  1980, 1989, 1994 (Que sais-je ? 1848)
- La Technique du théâtre, Paris 1985, 1992, 1997 (Que sais-je ?  859 bis)
- (Hrsg.) Jean-François Féraud,  Suplément du Dictionaire critique de la langue française, 3 Bde., Paris 1987–1988
- (Hrsg.) Beaumarchais, Œuvres, Paris 1988 (Bibliothèque de la Pléiade) (unter Mitwirkung von Jacqueline Larthomas)
- Notions de stylistique générale, Paris 1998